# Campeonato Mundial de Lucha de 1996
El XLVIII Campeonato Mundial de Lucha se realizó en Sofía (Bulgaria) entre el 29 y el 31 de agosto de 1996 bajo la organización de la Federación Internacional de Luchas Asociadas (FILA) y la Federación Búlgara de Lucha. Solamente se compitió en las categorías del estilo libre femenino.

## Resultados

### Lucha libre femenina
| Evento | Oro                              | Plata                            | Bronce                    |
| ------ | -------------------------------- | -------------------------------- | ------------------------- |
| 44 kg  | Zhong Xiue China                 | Almuth Leitgeb · Austria         | Shoko Yoshimura Japón     |
| 47 kg  | Patricia Saunders Estados Unidos | Angélique Berthenet Francia      | Miho Adachi Japón         |
| 50 kg  | Olga Smirnova · Rusia            | Yoshiko Endo Japón               | Ida Hellström · Suecia    |
| 53 kg  | Anna Gomis Francia               | Jennifer Ryz · Canadá            | Ryoko Sakae Japón         |
| 57 kg  | Sara Eriksson · Suecia           | Jackie Berube Estados Unidos     | Lene Aanes · Noruega      |
| 61 kg  | Mikiko Miyazaki Japón            | Natalia Ivanova · Rusia          | Stéphanie Groß · Alemania |
| 65 kg  | Yayoi Urano Japón                | Doris Blind Francia              | Elmira Kurbanova · Rusia  |
| 70 kg  | Christine Nordhagen · Canadá     | Galina Ivanova Bulgaria          | Lise Legrand Francia      |
| 75 kg  | Liu Dongfeng China               | Kristie Stenglein Estados Unidos | Sha Ling-Li China Taipéi  |

## Medallero
| Núm. | País           | Oro | Plata | Bronce | Total |
| ---- | -------------- | --- | ----- | ------ | ----- |
| 1    | Japón          | 2   | 1     | 3      | 6     |
| 2    | China          | 2   | 0     | 0      | 2     |
| 3    | Francia        | 1   | 2     | 1      | 4     |
| 4    | Estados Unidos | 1   | 2     | 0      | 3     |
| 5    | Rusia          | 1   | 1     | 1      | 3     |
| 6    | Canadá         | 1   | 1     | 0      | 2     |
| 7    | Suecia         | 1   | 0     | 1      | 2     |
| 8    | Austria        | 0   | 1     | 0      | 1     |
| 8    | Bulgaria       | 0   | 1     | 0      | 1     |
| 10   | Alemania       | 0   | 0     | 1      | 1     |
| 10   | China Taipéi   | 0   | 0     | 1      | 1     |
| 10   | Noruega        | 0   | 0     | 1      | 1     |
|      | TOTAL          | 9   | 9     | 9      | 27    |